# Pastorano
Pastorano – miejscowość i gmina we Włoszech, w regionie Kampania, w prowincji Caserta.
Według danych na rok 2004 gminę zamieszkiwały 2453 osoby, 188,7 os./km².